# Teresa Borràs i Fornell
Teresa Borràs i Fornell (Manresa, 30 de julio de 1923 - Mataró, 17 de julio de 2010) fue una compositora, profesora y concertista de piano de Cataluña, España.
Comenzó sus estudios en el Conservatorio del Liceo de Barcelona, en piano, armonía y guitarra. Se perfeccionó con los maestros Molinari, Agosti, Cervera y Frazzi, y más tarde cursó armonía, contrapunto y composición con Cristòfor Taltabull.
Sus obras proyectan una sólida formación de armonía y de contrapunto. De estilos poco convencionales, se caracterizan por una peculiar combinación de instrumentos y por una estructura original. 

## Obra
- 6 Preludis op.67-13, 21' Piano, estrena: T.Borràs
- Confluències op.75 -10' Piano, estrena: T.Borràs
- 6 Estudis op.76. 14' (1983) Piano, estrena: T.Borràs .Barcelona 1985.
- Scherzetto (1979) 4' Piano, estrena: T.Borràs.
- Toccata op.77 6'2" Piano, estrena: T.Borràs.
- Nuvol op.83 (1983) 5'1" Piano.
- Lluny (1983) 2'02" Piano, estrena: T.Borràs.
- Sardana (1985) 2' Piano, estrena: T.Borràs
- Preludis 1,2,3 (1970) op 46 ,35' Arpa.
- Danzas Españolas 3 op.48 (1970) Arpa 20' estrena: Madrid 1995.
- Paisatge (1972) op.53 6' Arpa
- Cinco Danzas (1954) op.7 Guitarra 20' estrena: University Alaska 1993.
- 6 Estudis oboè sol op. 115 (1993).
- Tiento (1993) op.125. Guitar.5'.
- Dues peces per Carilló, Carilló 12' estrena:Carilló Generalitat.1994.
- Trio (1992) 14' op. 112 flauta, clarinet, fagot.
- Matinal(Sardana) 8'.op.113. clarinet, basset-horn, piano. estrena: Trio Werher, Barcelona.
- Cuttings(1995) op.141- 8'. 2 trompetes i 2 trombons.
- Laberint (1994op..129., 6' fagot, piano.
- Quartet (1991) op.103 12' 2 violins, viola, violoncel.
- 5 Miniatures op.142 ,(1995) 12' , 4 clarinets
- Concert op.64 (1975) 25' 2 flautes solistes, orquestra de corda, estrena: Orquestra de cambra de Engelberg. Peñíscola 1990.
- Concert op.65 (1976) 25' fagot solistes, orquestra de corda.
- Rondó (1990) op.100,10' Orquestra de corda. estrena: Orquestra de Cambra de l'Empordà, Barcelona
- Oreig op.29 (1967) Sardana, estrena:Barcelona (Cobla Barcelona 1973)
- Burriac op30(1967) Sardana, estrena: Barcelona.
- Concert op.106 (1992) 22' Viola solista i orquestra de corda.
- Concert op.116 (1994) 20' corn anglès solista i orquestra de corda.
- Concert op.122 (1993) 16'1" clarinet i basset-horn solista, orquestra de cora.